# Галатео, Альберто
Луис Альберто Галатео (исп. Luis Alberto Galateo; 1 июля 1911, 22 мая 1911 или 1913, Санта-Фе — 26 февраля 1961) — аргентинский футболист выступавший на позиции нападающего. Участник Чемпионата мира по футболу 1934. В 1934, провёл 1 матч за сборную Аргентины.

## Биография

#### Карьера в клубе
В профессиональном футболе дебютировал в составе клуба «Унион», в котором провёл семь лет. В 1935 году присоединился к «Уракану». С 1939 по 1939 год, выступал за команды «Чакарита Хуниорс» и «Расинг». Завершил карьеру в 1943 году в составе клуба «Атлетико Колехиалес».

#### Карьера в сборной
За национальную сборную Аргентины дебютировал на Чемпионате мира по футболу 1934, во встрече со сборной Швеции (2:3). 26 февраля 1961 года, в ходе семейной ссоры был насмерть застрелен своим сыном.